# 劉兆麟
劉兆麟（？—？），字瑞符，直隶宝坻人，顺治十八年辛丑科武进士，因其弟刘兆麒素有才能，常担重任，为照顾家中事宜，每每拒绝征调，终身未仕。